# Sân bay Alta
Sân bay Alta ((IATA: ALF, ICAO: ENAT), tiếng Na Uy: Alta lufthavn) là sân bay ở Alta, Na Uy. Sân bay Alta nằm cáhc trung tâm Elvebakken về phía đông bắc bên bờ nam của Alta Fjord.
Năm 2006, sân bay này phục vụ 416.272 lượt hành khách, tăng so với 351.537 lượt năm 2005. Đây là sân bay bận rộn nhất ở Finnmark. Sân bay Alta có một đường băng dài 2088 m. Giao thông mặt đất bằng xe bus và taxi. Avinor, một đơn vị nhà nước quản lý và vận hành sân bay này. Sân bay này là một bán trung tâm của hãng SAS Group với nhiều tuyến điểm tới các sân bay khu vực cũng như với Oslo.
Đang có kế hoạch xây một nhà ga mới do nhà ga hiện nay nằm gần đường băng, kém an toàn theo quy định về an toàn hàng không mới.
Sân bay này được khai trương ngày 3 tháng 5 năm 1963, cùng thời gian với Banak Airport ở Lakselv và Sân bay Høybuktmoen ở Kirkenes. Trong nhiều năm, chỉ có Scandinavian Airlines hoạt động ở đây với tuyến điếm đến là Tromsø và Oslo. Ban đầu là loại máy bay Convair CV-440 Metropolitan còn máy bay Douglas DC-9 được dùng năm 1969 và McDonnell Douglas MD-80 năm 1986.

## Các hãng hàng không và các điểm đến
- Norwegian Air Shuttle (Oslo)

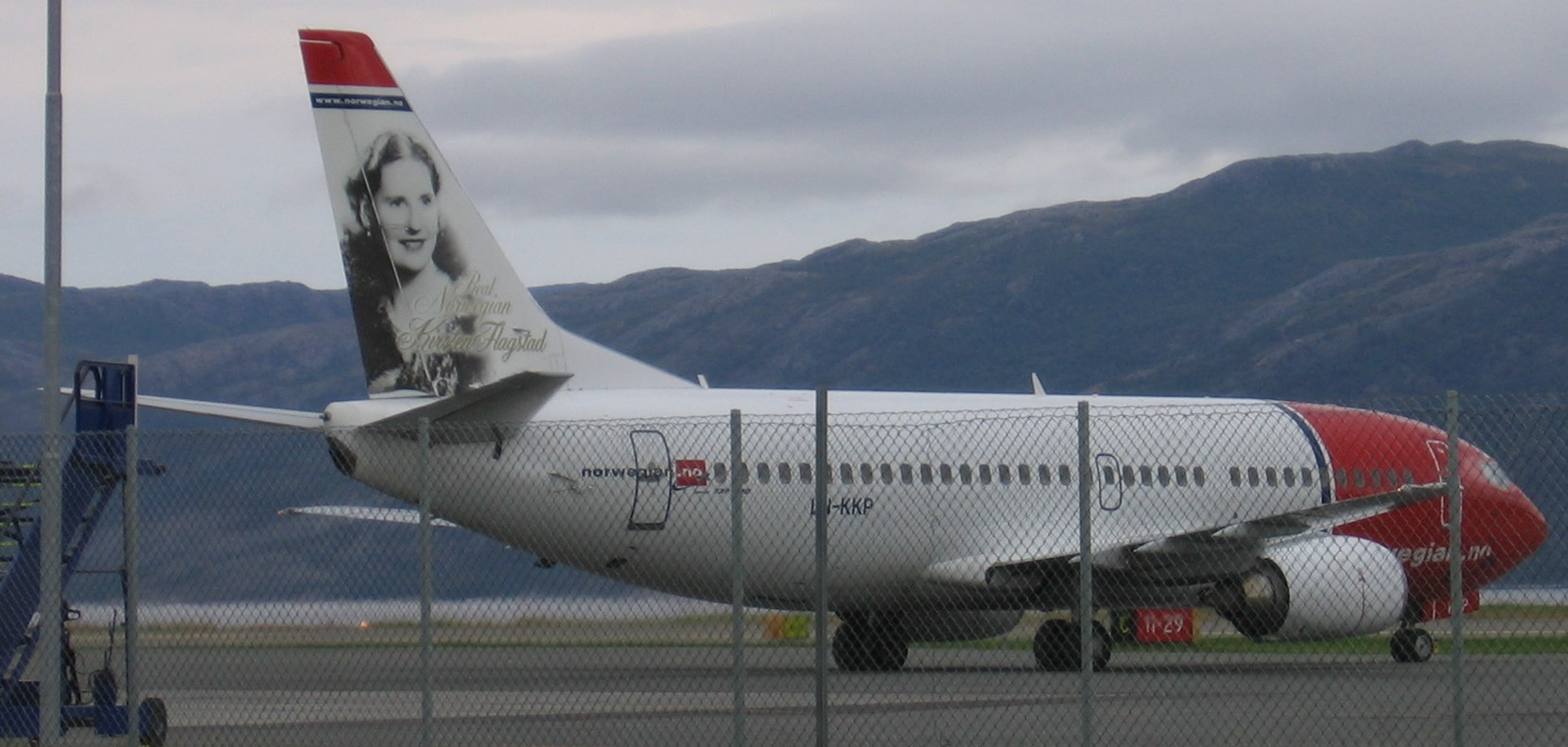
Boeing 737-300 from Norwegian Air Shuttle. Alta is Norwegians northernmost destination.

- Scandinavian Airlines (Oslo, Tromsø)
- Widerøe (Hammerfest, Lakselv, Tromsø, Vadsø, Kirkenes)